# Тумако (аэропорт)

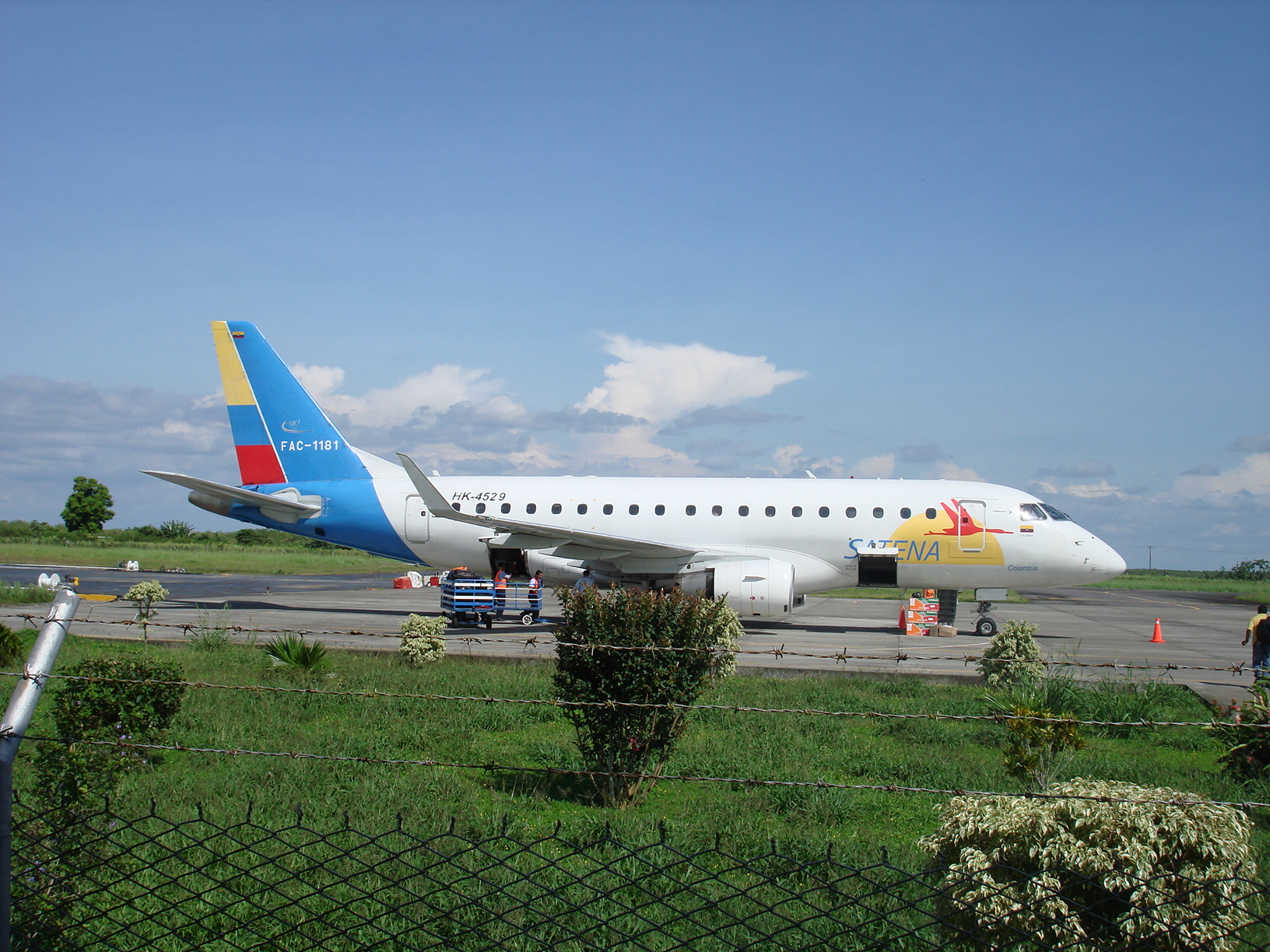
Embraer ERJ-170 в аэропорту Ла-Флорида

Аэропорт Ла-Флорида (исп. Aeropuerto La Florida), (ИАТА: TCO, ИКАО: SKCO) — коммерческий аэропорт, расположенный в черте города Тумако (департамент Нариньо, Колумбия). Обслуживает авиационные перевозки города других населённых пунктов департамента.

## Общие сведения
Аэропорт Ла-Флорида эксплуатирует одну взлётно-посадочную полосу длиной 1600 метров с асфальтовым покрытием, что позволяет ему принимать и отправлять самолёты классом до Boeing 737 и Douglas DC-9 включительно.

## Авиакомпании и пункты назначения
- Avianca
  - Кали / международный аэропорт имени Альфонсо Бонилья Арагона

- EasyFly
  - Кали / международный аэропорт имени Альфонсо Бонилья Арагона

- SATENA
  - Богота / международный аэропорт Эль-Дорадо
  - Кали / международный аэропорт имени Альфонсо Бонилья Арагона

## Принимаемые самолёты
- Avianca
  - Fokker 50